# Đảo Henry, Washington
Henry là một trong những đảo thuộc quần đảo San Juan, Quận San Juan (Hạt San Juan), Tiểu bang Washington, Hoa Kỳ. Đảo toạ lạc ngoài khơi Tây Bắc đảo San Juan, nơi gần nhất của hai đảo cũng chỉ cách khoảng 300 m. phía tây Bắc đảo Henry là đảo Battleship, phía đông bắc là đảo Pearl, đảo Posey và đảo Barren. Xa về phía đông của đảo là các đảo thuộc quyền quản lý của Canada được ngăn cách bởi eo biển Haro. Xa về phía bắc là đảo Stuart.
Nhìn từ trên không, dường như đảo được cấu thành từ hai phần một nằm về phía đông và phần còn lại về phía tây, nối với nhau bởi một doi đất nhỏ rộng chừng 40 m. Việc chia ra hai phần như vậy là do phần biển quanh đảo ăn sâu vào đất liền tạo ra hai cái vịnh, đó là vịnh Nelson toạ lạc ở phía bắc doi đất và vịnh Open ở phía nam doi đất ấy.
Đảo có một diện tích 4,126 km ² (1,593 sq mi) và không có dân số thường trực trên đảo theo cuộc điều tra dân số 2000.
Hòn đảo này được đặt tên trong lần thám hiểm Wilkes vào năm 1841, bởi Charles Wilkes', theo tên người cháu của mình là Henry Wilkes, người đã tử nạn trong cuộc giao tranh ở Fiji năm 1840.

## Trích nguồn
- ^ Majors, Harry M. (1975). Exploring Washington. Van Winkle Publishing Co. p. 14. ISBN 978-0-918664-00-6.
- Henry Island: Blocks 4078 and 4079, Census Tract 9603, San Juan County, Washington United States Census Bureau